# Mussa angulosa
Mussa angulosa là một loài san hô trong họ Mussidae. Loài này được Pallas mô tả khoa học năm 1766.